# 王殿兴
王殿兴，内蒙古人，中华人民共和国政治人物。
担任内蒙古大兴安岭林区林业工、当选工业劳模。1954年，当选第一届全国人民代表大会代表。